# BAFTA de melhor roteiro adaptado
BAFTA de melhor roteiro adaptado (no original em inglês BAFTA Award for Best Adapted Screenplay) é um prêmio entregue anualmente pela British Academy of Film and Television Arts (BAFTA) ao(s) roteirista(s) responsável(is) pela melhor adaptação de um roteiro em cinema do ano. Roteiristas de qualquer nacionalidade são elegíveis.
Lista dos roteiristas premiados com o BAFTA de Melhor Roteiro Adaptado:

## Vencedores e indicados

### Década de 1980
| Ano                               | Filme                                    | Roteirista(s)                                                                            | Adaptado e |
| --------------------------------- | ---------------------------------------- | ---------------------------------------------------------------------------------------- | ---------- |
| 1984                              |                                          |                                                                                          |            |
| Heat and Dust                     | Ruth Prawer Jhabvala                     | Heat and Dust, de Ruth Prawer Jhabvala                                                   |            |
| Betrayal                          | Harold Pinter                            | Betrayal, de Harold Pinter                                                               |            |
| Educating Rita                    | Willy Russell                            | Educating Rita, de Willy Russell                                                         |            |
| Tootsie                           | Larry Gelbart e Murray Schisgal          | Argumento de Larry Gelbart e Don McGuire                                                 |            |
| 1985                              |                                          |                                                                                          |            |
| The Killing Fields                | Bruce Robinson                           | The Death and Life of Dith Pran, de Sydney Schanberg                                     |            |
| Another Country                   | Julian Mitchell                          | Another Country, de Julian Mitchell                                                      |            |
| The Dresser                       | Ronald Harwood                           | The Dresser, de Ronald Harwood                                                           |            |
| Paris, Texas                      | Sam Shepard                              | Paris, Texas, de L. M. Kit Carson                                                        |            |
| 1986                              |                                          |                                                                                          |            |
| Prizzi's Honor                    | Richard Condon e Janet Roach             | Prizzi's Honor, de Richard Condon                                                        |            |
| Amadeus                           | Peter Shaffer                            | Amadeus, de Peter Shaffer                                                                |            |
| A Passage to India                | David Lean                               | A Passage to India, de E. M. Forster                                                     |            |
| The Shooting Party                | Julian Bond                              | The Shooting Party, de Isabel Colegate                                                   |            |
| 1987                              |                                          |                                                                                          |            |
| Out of Africa                     | Kurt Luedtke                             | Den afrikanske Farm, de Isak Dinesen                                                     |            |
| Children of a Lesser God          | Hesper Anderson e Mark Medoff            | Children of a Lesser God, de Mark Medoff                                                 |            |
| The Color Purple                  | Menno Meyjes                             | The Color Purple, de Alice Walker                                                        |            |
| Ran                               | Masato Ide, Akira Kurosawa e Hideo Oguni | Biografia do daimyō Mōri Motonari e elementos da peça King Lear, de William Shakespeare. |            |
| A Room with a View                | Ruth Prawer Jhabvala                     | A Room with a View, de E. M. Forster                                                     |            |
| 1988                              |                                          |                                                                                          |            |
| Jean de Florette                  | Claude Berri e Gérard Brach              | L'Eau des collines, de Marcel Pagnol                                                     |            |
| 84 Charing Cross Road             | Hugh Whitemore                           | 84 Charing Cross Road, de James Roose-Evans                                              |            |
| Little Dorrit                     | Christine Edzard                         | Little Dorrit, de Charles Dickens                                                        |            |
| Prick Up Your Ears                | Alan Bennett                             | Prick Up Your Ears, de John Lahr                                                         |            |
| 1989                              |                                          |                                                                                          |            |
| The Unbearable Lightness of Being | Jean-Claude Carrière e Philip Kaufman    | The Unbearable Lightness of Being, de Milan Kundera                                      |            |
| Babettes gæstebud                 | Gabriel Axel                             | Babette's Feast, de Isak Dinesan                                                         |            |
| Empire of the Sun                 | Tom Stoppard                             | Empire of the Sun, de J. G. Ballard                                                      |            |
| Who Framed Roger Rabbit           | Jeffrey Price e Peter S. Seaman          | Who Censored Roger Rabbit?, de Gary K. Wolf                                              |            |
| 1990                              |                                          |                                                                                          |            |
| Dangerous Liaisons                | Christopher Hampton                      | Les Liaisons Dangereuses, de Christopher Hampton                                         |            |
| The Accidental Tourist            | Frank Galati e Lawrence Kasdan           | The Accidental Tourist, de Anne Tyler                                                    |            |
| My Left Foot                      | Shane Connaughton e Jim Sheridan         | My Left Foot, de Christy Brown                                                           |            |
| Shirley Valentine                 | Willy Russell                            | Shirley Valentine, de Willy Russell                                                      |            |

### Década de 1990
| Ano                        | Filme                                                                                | Roteirista(s)                                                                                         | Adaptado de |
| -------------------------- | ------------------------------------------------------------------------------------ | --- | ----------- |
| 1991                       |                                                                                      | |             |
| Goodfellas                 | Nicholas Pileggi e Martin Scorsese                                                   | Wiseguy, de Nicholas Pileggi                                                                          |             |
| Born on the Fourth of July | Ron Kovic e Oliver Stone                                                             | Born on the Fourth of July, de Ron Kovic                                                              |             |
| Driving Miss Daisy         | Alfred Uhry                                                                          | Driving Miss Daisy, de Alfred Uhry                                                                    |             |
| Postcards from the Edge    | Carrie Fisher                                                                        | Postcards from the Edge, de Carrie Fisher                                                             |             |
| The War of the Roses       | Michael J. Leeson                                                                    | The War of the Roses, de Warren Adler                                                                 |             |
| 1992                       |                                                                                      | |             |
| The Commitments            | Dick Clement, Roddy Doyle e Ian La Frenais                                           | The Commitments, de Roddy Doyle                                                                       |             |
| Cyrano de Bergerac         | Jean-Claude Carrière e Jean-Paul Rappeneau                                           | Cyrano de Bergerac, de Edmond Rostand                                                                 |             |
| Dances with Wolves         | Michael Blake                                                                        | Dances with Wolves, de Michael Blake                                                                  |             |
| The Silence of the Lambs   | Ted Tally                                                                            | The Silence of the Lambs, de Thomas Harris                                                            |             |
| 1993                       |                                                                                      | |             |
| The Player                 | Michael Tolkin                                                                       | The Player, de Michael Tolkin                                                                         |             |
| Howards End                | Ruth Prawer Jhabvala                                                                 | Howards End, de E. M. Forster                                                                         |             |
| JFK                        | Zachary Sklar e Oliver Stone                                                         | On the Trail of the Assassins, de Jim Garrison; Crossfire: The Plot That Killed Kennedy, de Jim Marrs |             |
| Strictly Ballroom          | Baz Luhrmann e Craig Pearce                                                          | Strictly Ballroom, de Baz Luhrmann                                                                    |             |
| 1994                       |                                                                                      | |             |
| Schindler's List           | Steven Zaillian                                                                      | Schindler's Ark, de Thomas Keneally                                                                   |             |
| In the Name of the Father  | Terry George e Jim Sheridan                                                          | Proved Innocent: The Story of Gerry Conlon of the Guildford Four, de Gerry Conlon                     |             |
| The Remains of the Day     | Ruth Prawer Jhabvala                                                                 | The Remains of the Day, de Kazuo Ishiguro                                                             |             |
| Shadowlands                | William Nicholson                                                                    | Shadowlands, de William Nicholson                                                                     |             |
| Scent of a Woman           | Bo Goldman                                                                           | Il buio e il miele, de Giovanni Arpino                                                                |             |
| 1995                       |                                                                                      | |             |
| Quiz Show                  | Paul Attanasio                                                                       | Remembering America, de Richard N. Goodwin                                                            |             |
| Forrest Gump               | Eric Roth                                                                            | Forrest Gump, de Winston Groom                                                                        |             |
| The Browning Version       | Ronald Harwood                                                                       | The Browning Version, de Terence Rattigan                                                             |             |
| The Joy Luck Club          | Ronald Bass e Amy Tan                                                                | The Joy Luck Club, de Amy Tan                                                                         |             |
| 1996                       |                                                                                      | |             |
| Trainspotting              | John Hodge                                                                           | Trainspotting, de Irvine Welsh                                                                        |             |
| Babe                       | George Miller e Chris Noonan                                                         | The Sheep-Pig, de Dick King-Smith                                                                     |             |
| Leaving Las Vegas          | Mike Figgis                                                                          | Leaving Las Vegas, de John O'Brien                                                                    |             |
| The Madness of King George | Alan Bennett                                                                         | The Madness of George III, de Alan Bennett                                                            |             |
| Il postino (The Postman)   | Anna Pavignano, Michael Radford, Furio Scarpelli, Giacomo Scarpelli e Massimo Troisi | Ardiente paciencia, de Antonio Skármeta                                                               |             |
| Sense and Sensibility      | Emma Thompson                                                                        | Sense and Sensibility, de Jane Austen                                                                 |             |
| 1997                       |                                                                                      | |             |
| The English Patient        | Anthony Minghella                                                                    | The English Patient, de Michael Ondaatje                                                              |             |
| The Crucible               | Arthur Miller                                                                        | The Crucible, de Arthur Miller                                                                        |             |
| Richard III                | Richard Loncraine e Ian McKellen                                                     | Richard III, de William Shakespeare                                                                   |             |
| Evita                      | Alan Parker e Oliver Stone                                                           | Evita, de Tim Rice                                                                                    |             |
| 1998                       |                                                                                      | |             |
| Romeo + Juliet             | Baz Luhrmann e Craig Pearce                                                          | Romeo e Juliet, de William Shakespeare                                                                |             |
| The Ice Storm              | James Schamus                                                                        | The Ice Storm, de Rick Moody                                                                          |             |
| L.A. Confidential          | Curtis Hanson e Brian Helgeland                                                      | L.A. Confidential, de James Ellroy                                                                    |             |
| The Wings of the Dove      | Hossein Amini                                                                        | The Wings of the Dove, de Henry James                                                                 |             |
| 1999                       |                                                                                      | |             |
| Primary Colors             | Elaine May                                                                           | Primary Colors: A Novel of Politics, de Joe Klein                                                     |             |
| Hilary and Jackie          | Frank Cottrell Boyce                                                                 | A Genius in the Family, de Piers e Hilary du Pré                                                      |             |
| Little Voice               | Mark Herman                                                                          | The Rise e Fall of Little Voice, de Jim Cartwright                                                    |             |
| Wag the Dog                | Hilary Henkin e David Mamet                                                          | American Hero, de Larry Beinhart                                                                      |             |
| 2000                       |                                                                                      | |             |
| The End of the Affair      | Neil Jordan                                                                          | The End of the Affair, de Graham Greene                                                               |             |
| East Is East               | Ayub Khan-Din                                                                        | East Is East, de Ayub Khan-Din                                                                        |             |
| An Ideal Husband           | Oliver Parker                                                                        | An Ideal Husband, de Oscar Wilde                                                                      |             |
| The Talented Mr. Ripley    | Anthony Minghella                                                                    | The Talented Mr. Ripley, de Patricia Highsmith                                                        |             |

### Década de 2000
| Ano                                                              | Filme                                                           | Roteirista(s)                                               | Adaptado de |
| ---------------------------------------------------------------- | --------------------------------------------------------------- | ----------------------------------------------------------- | ----------- |
| 2001                                                             |                                                                 |                                                             |             |
| Traffic                                                          | Stephen Gaghan                                                  | Traffik, de Alastair Reid                                   |             |
| Chocolat                                                         | Robert Nelson Jacobs                                            | Chocolat, de Joanne Harris                                  |             |
| Wo hu cang long (Crouching Tiger, Hidden Dragon)                 | James Schamus, Wang Hui-ling e Kuo Jung Tsai                    | Wo hu cang long, de Wang Dulu                               |             |
| High Fidelity                                                    | John Cusack, D. V. DeVincentis, Steve Pink e Scott Rosenberg    | High Fidelity, de Nick Hornby                               |             |
| Wonder Boys                                                      | Steve Kloves                                                    | Wonder Boys, de Michael Chabon                              |             |
| 2002                                                             |                                                                 |                                                             |             |
| Shrek                                                            | Ted Elliott, Terry Rossio, Roger S. H. Schulman e Joe Stillman  | Shrek!, de William Steig                                    |             |
| A Beautiful Mind                                                 | Akiva Goldsman                                                  | A Beautiful Mind, de Sylvia Nasar                           |             |
| Bridget Jones's Diary                                            | Richard Curtis, Andrew Davies e Helen Fielding                  | Bridget Jones's Diary, de Helen Fielding                    |             |
| Iris                                                             | Richard Eyre e Charles Wood                                     | Elegy for Iris, de John Bayley                              |             |
| The Lord of the Rings: The Fellowship of the Ring                | Philippa Boyens, Peter Jackson e Fran Walsh                     | The Fellowship of the Ring, de J. R. R. Tolkien             |             |
| 2003                                                             |                                                                 |                                                             |             |
| Adaptation.                                                      | Charlie Kaufman e Donald Kaufman                                | The Orchid Thief, de Susan Orlean                           |             |
| About a Boy                                                      | Peter Hedges, Chris Weitz e Paul Weitz                          | About a Boy, de Nick Hornby                                 |             |
| Catch Me if You Can                                              | Jeff Nathanson                                                  | Catch Me if You Can, de Frank Abagnale, Jr. e Stan Redding  |             |
| The Hours                                                        | David Hare                                                      | The Hours, de Michael Cunningham                            |             |
| The Pianist                                                      | Ronald Harwood                                                  | The Pianist, de Władysław Szpilman                          |             |
| 2004                                                             |                                                                 |                                                             |             |
| The Lord of the Rings: The Return of the King                    | Philippa Boyens, Peter Jackson e Fran Walsh                     | The Return of the King, de J. R. R. Tolkien                 |             |
| Big Fish                                                         | John August                                                     | Big Fish: A Novel of Mythic Proportions, de Daniel Wallace  |             |
| Cold Mountain                                                    | Anthony Minghella                                               | Cold Mountain, de Charles Frazier                           |             |
| Mystic River                                                     | Brian Helgeland                                                 | Mystic River, de Dennis Lehane                              |             |
| Girl with a Pearl Earring                                        | Olivia Hetreed                                                  | Girl with a Pearl Earring, de Tracy Chevalier               |             |
| 2005                                                             |                                                                 |                                                             |             |
| Sideways                                                         | Alexander Payne e Jim Taylor                                    | Sideways, de Rex Pickett                                    |             |
| Les choristes (The Chorus)                                       | Christophe Barratier e Philippe Lopes-Curval                    | La Cage aux rossignols directed, de Jean Dréville           |             |
| Closer                                                           | Patrick Marber                                                  | Closer, de Patrick Marber                                   |             |
| Finding Neverland                                                | David Magee                                                     | The Man Who Was Peter Pan, de Allan Knee                    |             |
| Diários de Motocicleta (The Motorcycle Diaries)                  | José Rivera                                                     | Diarios de motocicleta, de Che Guevara                      |             |
| 2006                                                             |                                                                 |                                                             |             |
| Brokeback Mountain                                               | Larry McMurtry e Diana Ossana                                   | Brokeback Mountain, de Annie Proulx                         |             |
| Capote                                                           | Dan Futterman                                                   | Capote, de Gerald Clarke                                    |             |
| The Constant Gardener                                            | Jeffrey Caine                                                   | The Constant Gardener, de John le Carré                     |             |
| A History of Violence                                            | Josh Olson                                                      | A History of Violence, de John Wagner e Vince Locke         |             |
| Pride & Prejudice                                                | Deborah Moggach                                                 | Pride and Prejudice, de Jane Austen                         |             |
| 2007                                                             |                                                                 |                                                             |             |
| The Last King of Scotland                                        | Jeremy Brock e Peter Morgan                                     | The Last King of Scotland, de Giles Foden                   |             |
| Casino Royale                                                    | Paul Haggis, Neal Purvis e Robert Wade                          | Casino Royale, de Ian Fleming                               |             |
| The Departed                                                     | William Monahan                                                 | Mou gaan dou, de Alan Mak e Felix Chong                     |             |
| The Devil Wears Prada                                            | Aline Brosh McKenna                                             | The Devil Wears Prada, de Lauren Weisberger                 |             |
| Notes on a Scandal                                               | Patrick Marber                                                  | Notes on a Scandal, de Zoë Heller                           |             |
| 2008                                                             |                                                                 |                                                             |             |
| Le Scaphandre et le Papillon (The Diving Bell and the Butterfly) | Ronald Harwood                                                  | O Escafandro e a Borboleta, de Jean-Dominique Bauby         |             |
| Atonement                                                        | Christopher Hampton                                             | Atonement, de Ian McEwan                                    |             |
| The Kite Runner                                                  | David Benioff                                                   | The Kite Runner, de Khaled Hosseini                         |             |
| No Country for Old Men                                           | Joel e Ethan Coen                                               | No Country for Old Men, de Cormac McCarthy                  |             |
| There Will Be Blood                                              | Paul Thomas Anderson                                            | Oil!, de Upton Sinclair                                     |             |
| 2009                                                             |                                                                 |                                                             |             |
| Slumdog Millionaire                                              | Simon Beaufoy                                                   | Q & A, de Vikas Swarup                                      |             |
| The Curious Case of Benjamin Button                              | Eric Roth                                                       | The Curious Case of Benjamin Button, de F. Scott Fitzgerald |             |
| The Reader                                                       | David Hare                                                      | Der vorleser, de Bernhard Schlink                           |             |
| Revolutionary Road                                               | Justin Haythe                                                   | Revolutionary Road, de Richard Yates                        |             |
| Frost/Nixon                                                      | Peter Morgan                                                    | Frost/Nixon, de Peter Morgan                                |             |
| 2010                                                             |                                                                 |                                                             |             |
| Up in the Air                                                    | Jason Reitman e Sheldon Turner                                  | Up in the Air, de Walter Kirn                               |             |
| District 9                                                       | Neill Blomkamp e Terri Tatchell                                 | Alive in Joburg, de Neill Blomkamp                          |             |
| An Education                                                     | Nick Hornby                                                     | An Education, de Lynn Barber                                |             |
| In the Loop                                                      | Simon Blackwell, Jesse Armstrong, Armando Iannucci e Tony Roche | The Thick of It, de Armando Iannucci                        |             |
| Precious                                                         | Geoffrey S. Fletcher                                            | Push, de Sapphire                                           |             |

### Década de 2020
| Ano                           | Filme                                                                   | Roteirista(s)                                                               | Adaptado de |
| ----------------------------- | ----------------------------------------------------------------------- | --------------------------------------------------------------------------- | ----------- |
| 2021                          |                                                                         |                                                                             |             |
| The Father                    | Christopher Hampton e Florian Zeller                                    | Le Père, de Florian Zeller                                                  |             |
| The Dig                       | Moira Buffini                                                           | The Dig, de John Preston                                                    |             |
| The Mauritanian               | Rory Haines, Sohrab Noshirvani e M.B. Traven                            | Guantánamo Diary, de Mohamedou Ould Slahi                                   |             |
| Nomadland                     | Chloé Zhao                                                              | Nomadland: Surviving America in the Twenty-First Century, de Jessica Bruder |             |
| The White Tiger               | Ramin Bahrani                                                           | The White Tiger, de Aravind Adiga                                           |             |
| 2022                          |                                                                         |                                                                             |             |
| CODA                          | Sian Heder                                                              | La Famille Bélier, de Victoria Bedos e Éric Lartigau                        |             |
| Doraibu mai kā (Drive My Car) | Ryūsuke Hamaguchi e Takamasa Oe                                         | Drive My Car, de Haruki Murakami                                            |             |
| Dune                          | Eric Roth, Jon Spaihts e Denis Villeneuve                               | Dune, de Frank Herbert                                                      |             |
| The Lost Daughter             | Maggie Gyllenhaal                                                       | La figlia oscura, de Elena Ferrante                                         |             |
| The Power of the Dog          | Jane Campion                                                            | The Power of the Dog, de Thomas Savage                                      |             |
| 2023                          |                                                                         |                                                                             |             |
| Im Westen nichts Neues        | Edward Berger                                                           | Im Westen nichts Neues, de Erich Maria Remarque                             |             |
| An Cailín Ciúin               | Colm Bairéad                                                            | Foster, de Claire Keegan                                                    |             |
| The Whale                     | Samuel D. Hunter                                                        | The Whale, de Samuel D. Hunter                                              |             |
| Living                        | Kazuo Ishiguro                                                          | Ikiru, de Akira Kurosawa                                                    |             |
| She Said                      | Rebecca Lenkiewicz                                                      | She Said, de Jodi Kantor e Megan Twohey                                     |             |
| 2024                          |                                                                         |                                                                             |             |
| American Fiction              | Cord Jefferson                                                          | Erasure, de Percival Everett                                                |             |
| Oppenheimer                   | Christopher Nolan                                                       | American Prometheus, de Kai Bird e Martin Jay Sherwin                       |             |
| Poor Things                   | Tony McNamara                                                           | Poor Things, de Alasdair Gray                                               |             |
| All of Us Strangers           | Andrew Haigh                                                            | Strangers, de Taichi Yamada                                                 |             |
| The Zone of Interest          | Jonathan Glazer                                                         | The Zone of Interest, de Martin Amis                                        |             |
| 2025                          |                                                                         |                                                                             |             |
| Conclave                      | Peter Straughan                                                         | Conclave, de Robert Harris                                                  |             |
| A Complete Unknown            | James Mangold e Jay Cocks                                               | Dylan Goes Electric!, de Elijah Wald                                        |             |
| Emilia Pérez                  | Jacques Audiard                                                         | Écoute, de Boris Razon                                                      |             |
| Nickel Boys                   | RaMell Ross e Joslyn Barnes                                             | The Nickel Boys, de Colson Whitehead                                        |             |
| Sing Sing                     | Clint Bentley, Greg Kwedar, Clarence Maclin e John "Divine G" Whitfield | Baseado no programa Reabilitação Através das Artes da prisão Sing Sing      |             |